# RTL 8
RTL 8 (Radio Télévision Luxembourg 8) is een commerciële Nederlandstalige Luxemburgse televisiezender die sinds 18 augustus 2007 in Nederland te zien is. De benamingen RTL+ en RTL 10 deden de ronde als mogelijke naam, maar uiteindelijk is gekozen voor RTL 8. De zender heeft een vrouwelijk profiel maar laat ook ruimte voor experimentele televisie.
Alhoewel de zender formeel een nieuwe zender is, is RTL Nederland erin geslaagd om in korte tijd landelijke kabeldistributie te realiseren. Op de kabel is RTL 8 gaan uitzenden op de plek waar voorheen Tien (daarvoor Talpa TV) uitzond. Op satelliet is Tien vanuit Luxemburg van start gegaan op de plek waar voorheen Hallmark Channel vanuit Luxemburg werd opgestraald (deze is naar een andere frequentie verhuisd). RTL Nederland heeft formeel de zender Tien niet overgenomen, maar onderdelen van Talpa Media Holding N.V. waaronder een aantal programma's inclusief één seizoen Eredivisie voetbalrechten alsmede Radio 538. De overname van de Talpa-onderdelen werd officieel op 26 juni 2007 bekendgemaakt door RTL Group en Talpa Media.

## Geschiedenis
Op 26 juli 2007 werd door RTL Nederland een presentatie gegeven voor pers en adverteerders over de programmering van haar stations. Op 13 augustus 2007 werd door de Nederlandse Mededingingsautoriteit (NMa) toestemming gegeven voor het starten van de zender. De zender is op 18 augustus 2007 gestart. De nieuwe zender valt onder RTL Nederland, samen met RTL 4, RTL 5 en RTL 7.
Op de vraag waarom niet gekozen is voor de naam RTL 6, antwoordde toenmalig directeur Fons van Westerloo: "Ik wil niet het getal 6 gebruiken omdat SBS6 dat cijfer al gebruikt. Ik wil de kijkers niet met een probleem opzadelen".
RTL 8 zendt vooral herhalingen uit van eerder uitgezonden programma's van RTL 4, 5 en in mindere mate 7. Sinds zaterdag 22 september 2007 zendt RTL 8 zo'n 17 uur per dag telewinkelprogramma's uit onder de naam Teleshop 8.
Dankzij de Luxemburgse status van RTL 8 kan het daardoor bepaalde Nederlandse regelgeving (bijvoorbeeld met betrekking tot reclame en sponsoring) ontwijken. Zo kan RTL 8 zich makkelijk aan de Europese mediawettelijke regels onttrekken, terwijl in Nederland gelicenceerde zenders wel gecontroleerd worden (door het Commissariaat voor de Media) en boetes ontvangen indien zij (Europese) mediawettelijke regels overtreden.
In maart startte RTL 8 de eerste drie seizoenen van de populaire serie The Tudors. In oktober startte de zender het kinderblok RTL Telekids voor de kleinste kinderen met series als Bassie & Adriaan, De Fabeltjeskrant en de Bibaboerderij. Eind 2010 behaalde RTL 8 zijn record met de oude filmklassiekers van de filmreeks Home Alone. Daarnaast kocht RTL 8 ook de soap The Bold & The Beautiful aan nadat SBS6 hiermee gestopt is. Daarna volgde The Young and the Restless. Vanaf 1 januari 2021 stopt het kinderblok RTL Telekids op RTL 8 en is het alleen te zien op het 24 uurs kanaal en zijn er overdag op RTL 8 thuiswinkelprogramma's te zien onder de naam Teleshop 8.

## Beeldmerk

Van 18 augustus 2007 t/m 26 augustus 2012
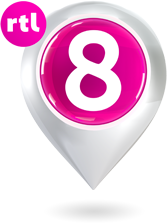
Van 27 augustus 2012 t/m 3 september 2017
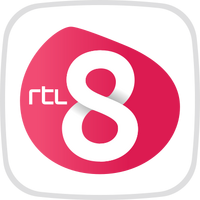
van 4 september 2017 t/m 30 april 2023
sinds 1 mei 2023

## Programma's
Lijst van televisiekanalen in Nederland